# Rhinotyphlops scortecci
Rhinotyphlops scortecci — вид змій родини сліпунів (Typhlopidae). Ендемік Сомалі. Вид названий на честь італійського герпетолога Джузеппе Скорчетті.

## Поширення і екологія
Rhinotyphlops scortecci мешкають в прибережних районах на півдні Сомалі. Вони живуть в акацієво-комміфорових заростях і саванах, серед піщаного ґрунту, на висоті до 100 м над рівнем моря.